# Lydert Slatte
Lydert Slatte, var en svensk slottsloven.

## Biografi
Lydert Slatte var son till häradshövdingen Erik Slatte och Anna Lydikesdotter. Han blev 29 juli 1544 slottsloven på Stegeborgs slott. Slatte förseglade samma år bland adeln i Västerås arvsförening. Han blev senare slottsloven på Vadstena slott och åter på Stegeborgs slott 12 augusti 1555.

### Egendom
Slatte ägde Söderby i Örtomta socken.

### Familj
Slatte var gift med Ingrid Kyle, dotter av slottsloven Klas Kyle och Margareta Pedersdotter (Fargalt). De fick tillsammans barnen Verner Slatte, Erik Slatte, Brita Slatte som var gift med fogden Lars Lukasson på Borgholms slott, Gustaf Slatte, Malin Slatte som var gift med Anders Halstensson Bagge (af Berga), Margareta Slatte och Ingrid Slatte som var gift med kenkthövitsmannen Nils Olofsson. Efter Slattes död gifte Ingrid Kyle om sig med krigsöversten Peder Bagge.